# Pankraz Wagner
Pankraz Wagner (* in Lichtenfels; † Dezember 1584 in Wimpfen) war ein deutscher Bildhauer.

## Leben
In Bamberg, wo er seit 1571 nachweisbar ist, besaß Pankraz Wagner das Haus Sonnenplätzchen 2, in dem auch der Drucker Albrecht Pfister um 1460 wohnte. Am 11. März 1582 starb seine Ehefrau Margaretha und wurde bei der Oberen Pfarre in Bamberg bestattet. Nach ihrem Tod zog er nach Wimpfen um. Als er im Dezember 1584 starb, veräußerten die Vormünder seines Sohnes Erasmus das Anwesen in Bamberg. Sein Bruder Adam Wagner (* ? in Lichtenfels; † 1594 in Heilbronn) war ebenfalls Bildhauer.

## Werke

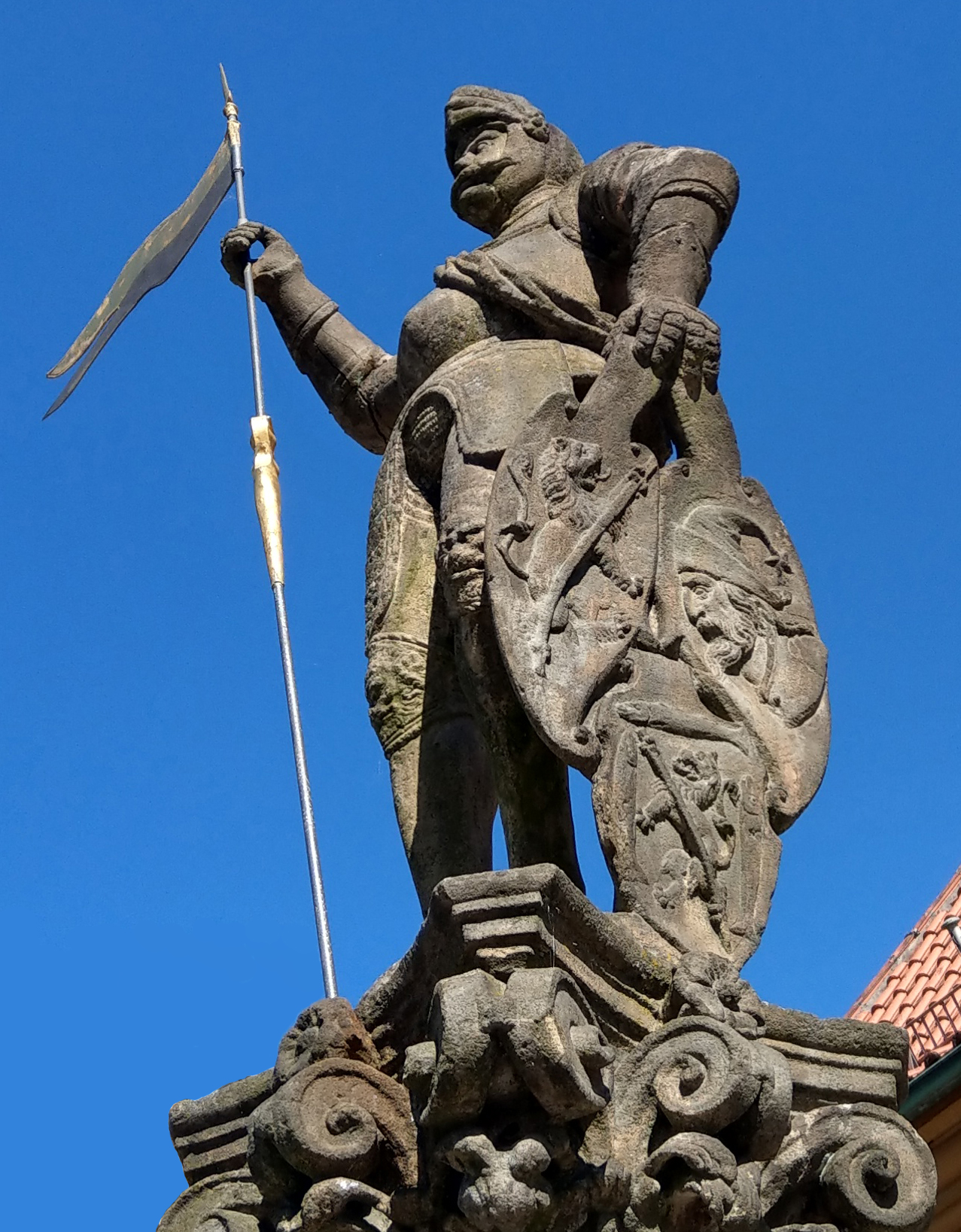
Stadtbrunnen Weismain mit Ritterfigur

Als sein wichtigstes Werk gilt die Schöne Pforte (ehemals Reiche Pforte genannt) an der Alten Hofhaltung in Bamberg, entstanden in den Jahren 1571–1573. Auch das Grabdenkmal seiner Ehefrau von 1582 links des Hauptportals der Oberen Pfarre stammt von seiner Hand. In dieser Kirche befindet sich auch das Grabmal von 1577 für den Stiftspropst des Kollegiatstiftes St. Stephan und Jerusalempilger Johann Fuchs von Bimbach, das Pankraz Wagner zugeschrieben wird.
Außerhalb von Bamberg sind bekannt:

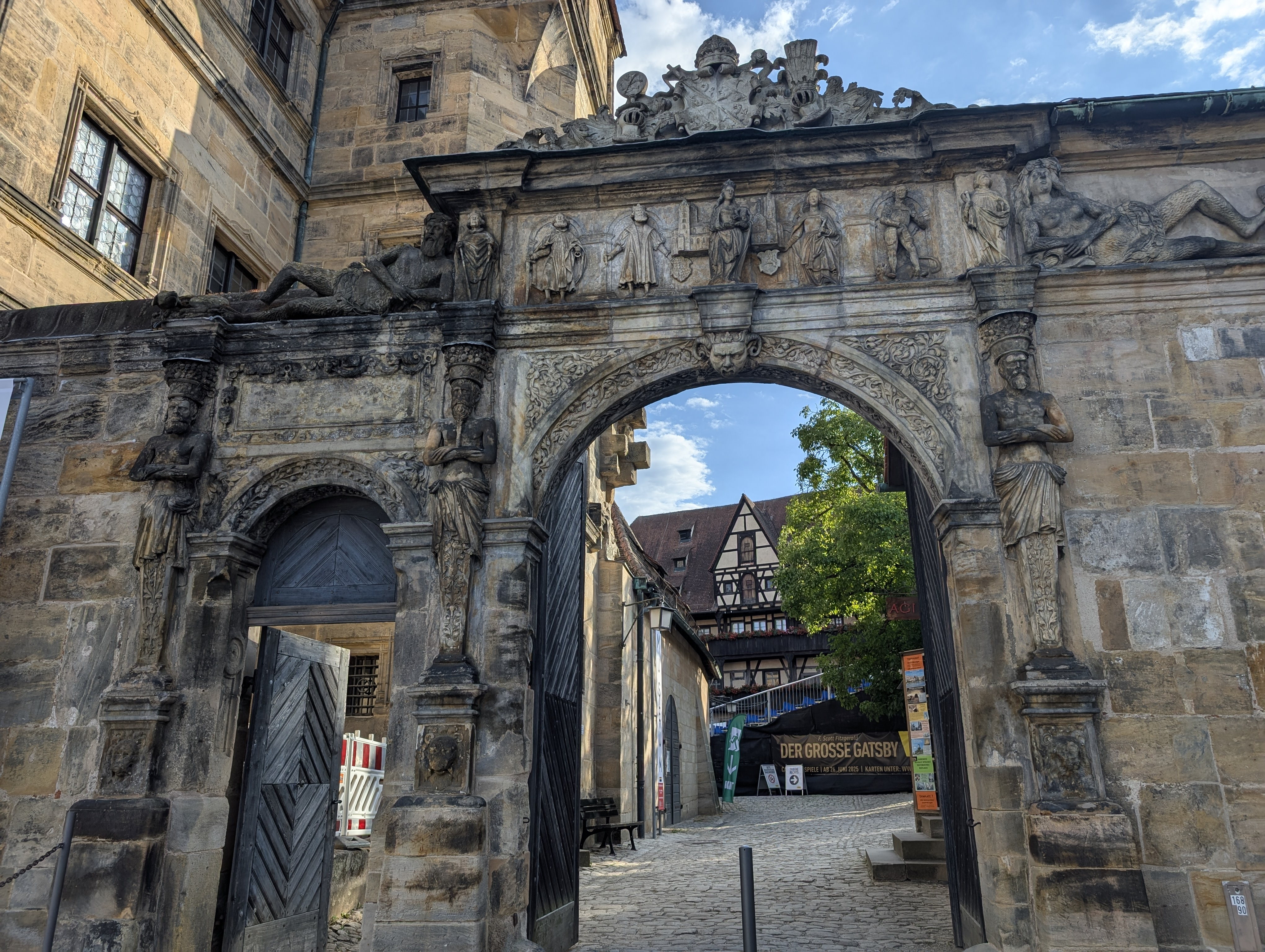
Alte Hofhaltung Bamberg – Die Schöne Pforte

- ein Bildstock bei Weichenwasserlos von 1578,
- das Grabdenkmal des Christoph Neustetter, genannt Stürmer und dessen Frau Margaretha von Giech aus der Pfarrkirche in Kronach von 1572, die Reste dieses Grabmals befinden sich in der Fränkischen Galerie Kronach,
- die zwischen 1572 und 1577 geschaffene sandsteinerne Figur eines fränkischen Ritters auf dem Stadtbrunnen in Weismain. Im Innenhof des Wasserschlosses Mitwitz befindet sich seit 1879 eine Kopie dieser Ritterfigur aus der Zeit des Historismus.